# Château de Chavigny
Le château de Chavigny est un château situé à Lerné (Indre-et-Loire) et bénéficie de plusieurs arrêts de protection aux monuments historiques : classement le 14 février 1989 et inscription le 2 mars 1995 pour la ferme du château, classement le 14 octobre 1996 pour le château.

## Histoire
Le fief de Chavigny dépendait du château royal de Loudun et fut érigé en châtellenie en août 1520. Il était donc situé en Loudunais, aux marges du Poitou, de l'Anjou et de la Touraine. Selon l'érudit Carré de Busserolle, ses seigneurs sont connus depuis Guillaume de Digoigne, marié à Agnès de Montsoreau et titulaire du fief en 1306-1327.
De la suite du XIVe siècle au XVIIe siècle, Chavigny appartenait aux familles Maumoine puis Le Roy, la première fondue dans la seconde.
- Hardouin Maumoine (ou Maumoigne), écuyer, le détenait en 1329, et possédait aussi le Chillou à Jaulnay. On trouve ensuite Pierre Maumoine (fl. 1370), chevalier, sire de Chavigny, du Chillou, et de la Maumonnière (ou la Baussonnière) à Montsoreau, suivi de sa fille Martine-Jeanne Maumoine
- Cette dernière épousa en secondes noces Guillaume Ier Le Roy, d'où le seigneur Guillaume II Le Roy, marié en 1398 à Jeanne de Dreux-Beu-Bossart, fille d'Étienne Gauvain Ier de Dreux (1330-1394), vicomte de Dreux. La suite des seigneurs de Chavigny est vue à l'article Chillou jusqu'à François Le Roy (v. 1519-† février 1606), sgr. de Chavigny et de la Baussonnière (le Chillou était passé à une autre branche de la famille), comte de Clinchamp (création du titre en décembre 1565, enregistrement en juin 1566), lieutenant-général en Touraine, Maine, Anjou, capitaine-gouverneur de la ville et du château de Chinon (1588), chevalier des Ordres du Roi (1re promotion du St-Esprit, 1578), sans postérité de ses deux mariages. En 1543 François Le Roy, capitaine sous le maréchal de Brissac, ajoute une galerie à un manoir fortifié dont on sait peu de choses. Le Roy de Chavigny était un ardent catholique, et les Huguenots s'emparèrent de son château de Chavigny en décembre 1568, commettant pillage et saccage, incendie et destruction totale des bâtiments, profanation de la chapelle, massacre de la garnison. Vers 1600, François Le Roy reconstruisit son château.
- Après lui, Chavigny, la Baussonnière et le comté de Clinchamp passèrent à la postérité de sa sœur Madeleine Le Roy, épouse en 1550 de Jean III de Rouville de Grainville († 1590 ? ; fils de François de Rouville et de Louise d'Aumont de Chars)[3]. Leur fils Jacques (Ier) (1553-1583) mourut prédécédé, i.e. avant ses parents ; de sa femme Diane, fille de Tanneguy Ier Le Veneur de Tillières, épousée en 1573, il avait eu :
- Jacques (II) de Rouville (v. 1580-1628), héritier des fiefs familiaux, aussi seigneur de Maulévrier à Lerné (cf. Carré de Busserolle : Dictionnaire, t. IV, p. 216), gouverneur de Chinon. Ce dernier maria 1° 1609 Antoinette, fille de Claude II Pinart de Comblisy et de  Françoise de La Marck de Braine-Maulévrier (dont, entre autres : Nicolas/François, comte de Clinchamp, † 1637 ; l'héritier François de Rouville ; Gabrielle, x 1646 Henri Pot de Rhodes, vicomte de Bridiers), puis 2° 1621 Elisabeth, fille de Philippe de Longueval de Manicamp (dont : Louise, † 1703, x 1650 Roger de Bussy-Rabutin ; Anne-Agnès, abbesse de St-Julien de Rougemont ; Jacques, † 1628). Mais François de Rouville, comte de Clinchamp après son frère aîné[4], céda ses fiefs loudunais (Chavigny, Maulévrier, la Maumonnière) dès 1634.

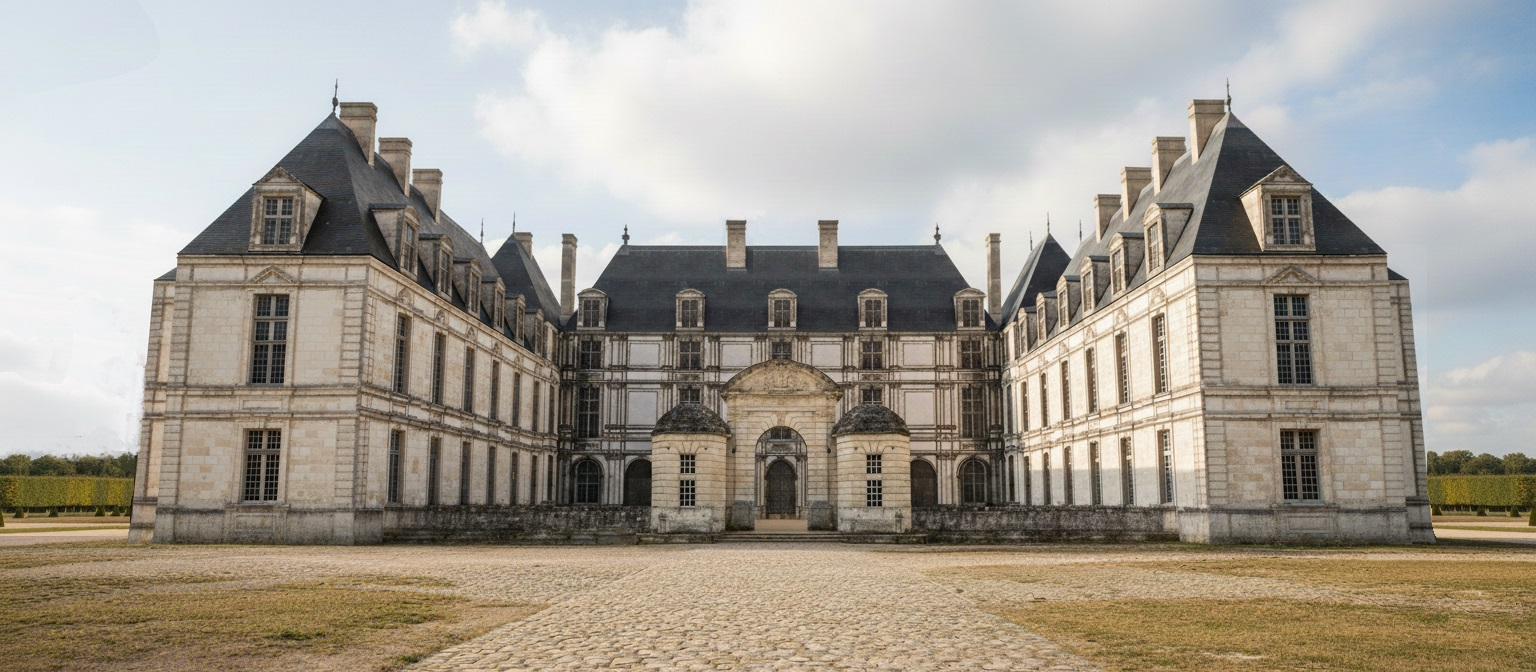
Schéma de restitution du château de Chavigny, XVIIe siècle.

En effet, le 20 août 1634, les trois fiefs sont vendus par un descendant des Le Roy, ledit François de Rouville de Clinchamp († ap. 1686), à Claude Bouthillier (1581-1652), secrétaire d'Etat, surintendant des finances, pour 120 000 livres tournois. Les Bouthillier sont des proches du cardinal de Richelieu. La proximité avec Richelieu les incite à réaliser d'importants travaux d'embellissements. La recomposition du château de Chavigny commence en 1637 sur les plans de Le Muet, inspiré par certaines réalisation de Du Cerceau. Seules les galeries Renaissance sont conservées, surélevées, comme jonction entre deux nouvelles ailes, et faisant office de fond de cour dans la perspective d'accès au château. L'ensemble est terminé en 1647, et les dessins sont publiés par l'architecte dans un recueil de ses œuvres.
En 1639 la seigneurie est érigée en comté.

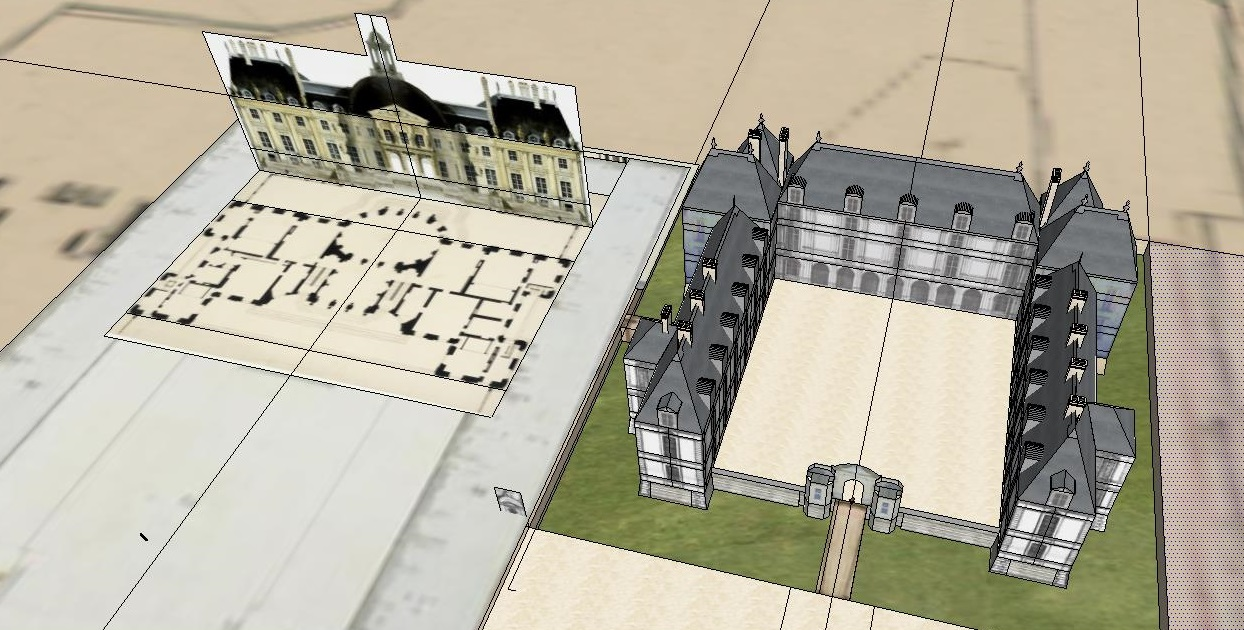
Comparaison des châteaux de Chavigny et de Vaux

Après Claude, on trouve comme comtes de Chavigny : son fils Léon Bouthillier (1608-1652) (voir à cet article un tableau généalogique) ; père d'Armand-Léon Bouthillier († 1684) ; père d'Armand-Victor († 1729) ; père d'Armand-François/Claude-Louis († 1774 ; x Françoise-Mélanie de La Fare) ; à la fois oncle maternel et cousin issu de germain de Gabrielle-Pauline Bouthillier (1735-1822), mariée 1° 1752 à Joseph-Ignace de Valbelle (1725-1766), marquis de Rians, puis 2° 1772 à Jean-Balthazar d'Adhémar de Montfalcon 1736-1790).
La terre de Chavigny est vendue en décembre 1774 par Gabrielle-Pauline Bouthillier et son 2e mari, à Marie Caillaud, veuve de Jean-Pierre Desmé du Buisson, conseiller au Parlement et procureur général au Conseil souverain de St-Domingue. La propriété est restée dans leur descendance.
En 1839-40 les trois ailes du château sont abattues, et les matériaux remployés pour construire le petit château qui existe encore aujourd'hui. Du grand ensemble de Le Muet ne subsiste que la cour des communs, la plate-forme qui supportait le château, le portail qui y donnait accès, la chapelle et son escalier qui occupaient l'un des pavillons d'angle.